# Moldova.org
Moldova.org este un portal din Republica Moldova.

## Prezentare generală
Moldova.org este un portal de știri independent din Republica Moldova, ce activează în limbile română, engleză și rusă.
Portalul s-a înființat în anul 1997, și are un număr anual de vizitatori de 6 milioane, respectiv de 16.000 vizitatori zilnic.